# Racotis fortijuxta
Racotis fortijuxta is een vlinder uit de familie van de spanners (Geometridae). De wetenschappelijke naam van de soort is voor het eerst geldig gepubliceerd in 1995 door Rikio Sato.

## Type
- holotype: "male, 12-14.VII.1985. leg. M. Owada"
- instituut: NSMT, Tokyo, Japan
- typelocatie: "Philippines, Luzon, Mountain Province, Mt. Data, 2250 m"